# Selenocosmia strenua
Selenocosmia strenua är en spindelart som först beskrevs av Tord Tamerlan Teodor Thorell 1881.  Selenocosmia strenua ingår i släktet Selenocosmia och familjen fågelspindlar. Inga underarter finns listade i Catalogue of Life.